# 해강도자미술관
해강도자미술관(海剛陶瓷美術館)은 대한민국 경기도 이천시에 미술관이다.
1990년에 설립되었으며 유근형과 그의 아들이 수집한 도자기 유물을 바탕으로 개관되었으며, 해강(海剛)은 유근형의 호이다.
도자 문화실과 유물 전시실, 해강 기념실 등이 존재한다.

## 같이 보기
- 한국의 토기와 도자기
- 고려청자박물관